# Айхату Міндауду Солейман
Пані Айфату Міндауду Солейман (англ. Aïchatou Mindaoudou Souleymane) (1959, Нігер) — нігерська юристка, політична діячка й дипломат. Була міністром закордонних справ Нігеру з 1999 по 2000 рік та з 2001 по 2011 рік. З 2013 року вона є спеціальним представником ООН з операції ООН в Кот-д'Івуарі (ONUCI).

## Життєпис
Сім'я Аїтау Міндауду походить з міста Зіндер. Міндауду здобула ступінь бакалавра та магістра з міжнародного права в університеті Абіджана і написала дисертацію з міжнародного права в Університеті Пантеон-Сорбонна в Парижі в 1991 році. Спочатку вона викладала право в Ніамейському університеті, брала участь у численних конференціях і писала як автор на теми жінок, людського та економічного розвитку та приватизації.
Міндауду вже була видатним членом партії Національного товариства розвитку (МНСД-Нассара), коли в 1995 році вона перейшла від президента Махаманія Усмане на посаду міністра соціального розвитку, народонаселення та просування прав жінок в уряді прем'єр-міністра Хами Амаду (MNSD- Нассара). Вона очолювала нігерійську делегацію на Всесвітній конференції ООН з жінок у Пекіні в 1995 році. У січні 1996 р. Президент Усмане і уряд прем'єр-міністра Амаду були скинуті військовим переворотом, який привів до влади Ібрагіма Баре Майанассару. Коли в квітні 1999 року Баре Майанасара був убитий у результаті військового перевороту, перехідний глава держави Дауда Малам Ванке Айчату Міндау призначив її міністром закордонних справ та співробітництва у тимчасовому уряді прем'єр-міністра Ібрагіма Хассане Маякі. Після перемоги Мамаду Танджа на президентських виборах 1999 року Міндауду більше не було представлено в уряді, сформованому президентом Танджа в січні 2000 року.
Коли уряд було реструктуровано у вересні 2001 року, Міндау знову стала міністром закордонних справ, а прем'єр-міністром знову став Хама Амаду. Вона успішно представляла Нігер у 2005 р. у прикордонній суперечці з Беніном щодо острова Лете перед Міжнародним судом у Гаазі. Нігер був головою економічного співтовариства Західної Африки (ECOWAS) з 2005 по 2007 рік. За цей час Міндауду була головою Ради міністрів ЕСОВАС з питань посередництва і миру і як така відповідала за мирні операції ЕКОВАС в Кот-д'Івуар, Гвінея-Бісау та Того. Прем'єр-міністр Амаду отримав вотум недовіри у 2007 році. Міндауду, яка вважалася близькою довіреною президента Танджа, обіймав посаду міністра в наступних урядах прем'єр-міністрів Сейні Оумару, Альбаде Абуба та Алі Баджо Гаматьє. Після падіння Мамаду Танджа під час військового перевороту в лютому 2010 року Міндауду більше не призначалася на посаду міністра в перехідному уряді, сформованому парламентом з відновленням демократії.
Тоді Айхату Міндоуду розпочала кар'єру в ООН. У червні 2011 року її призначили заступником спеціального представника з політичних питань з гібридних операцій Африканського союзу та Організації Об'єднаних Націй у Дарфурі (ЮНАМІД). З серпня 2012 року по березень 2013 року вона виконувала обов'язки спеціального представника та тимчасового головного посередника в цій місії. У травні 2013 року її призначили спеціальним представником ООН та керівником операції ООН у Кот-д'Івуар (ONUCI).